# オマル・シャリーフ
オマル・シャリーフ（アラビア語: عمر الشريف、Omar SharifまたはOmar El-Sharif、本名：ミシェル・ディミトリー・シャルフーブ（ميشيل ديمتري شلهوب、Michel Demitri Chalhoub）、1932年4月10日 - 2015年7月10日）は、アラブ人でエジプト出身の俳優。英語読みでオマー・シャリフとも表記される。

## 来歴

### 生い立ち
エジプトの裕福な材木商の家庭に生まれ、少年時代はアラブ圏や東欧の王族の子弟も通ったアレクサンドリアのヴィクトリア・カレッジで勉学に励んだ。当時のクラスメイトにはエドワード・サイードがいた。カイロ大学では数学を専攻していたが、卒業後はイギリスへ留学し、ロンドンの王立演劇アカデミーで演技を学ぶ。

### デビュー
帰国後1955年にエジプト映画『砂漠の悪魔』でデビュー。アラブ映画界の人気を確実なものにする。

### 国際俳優

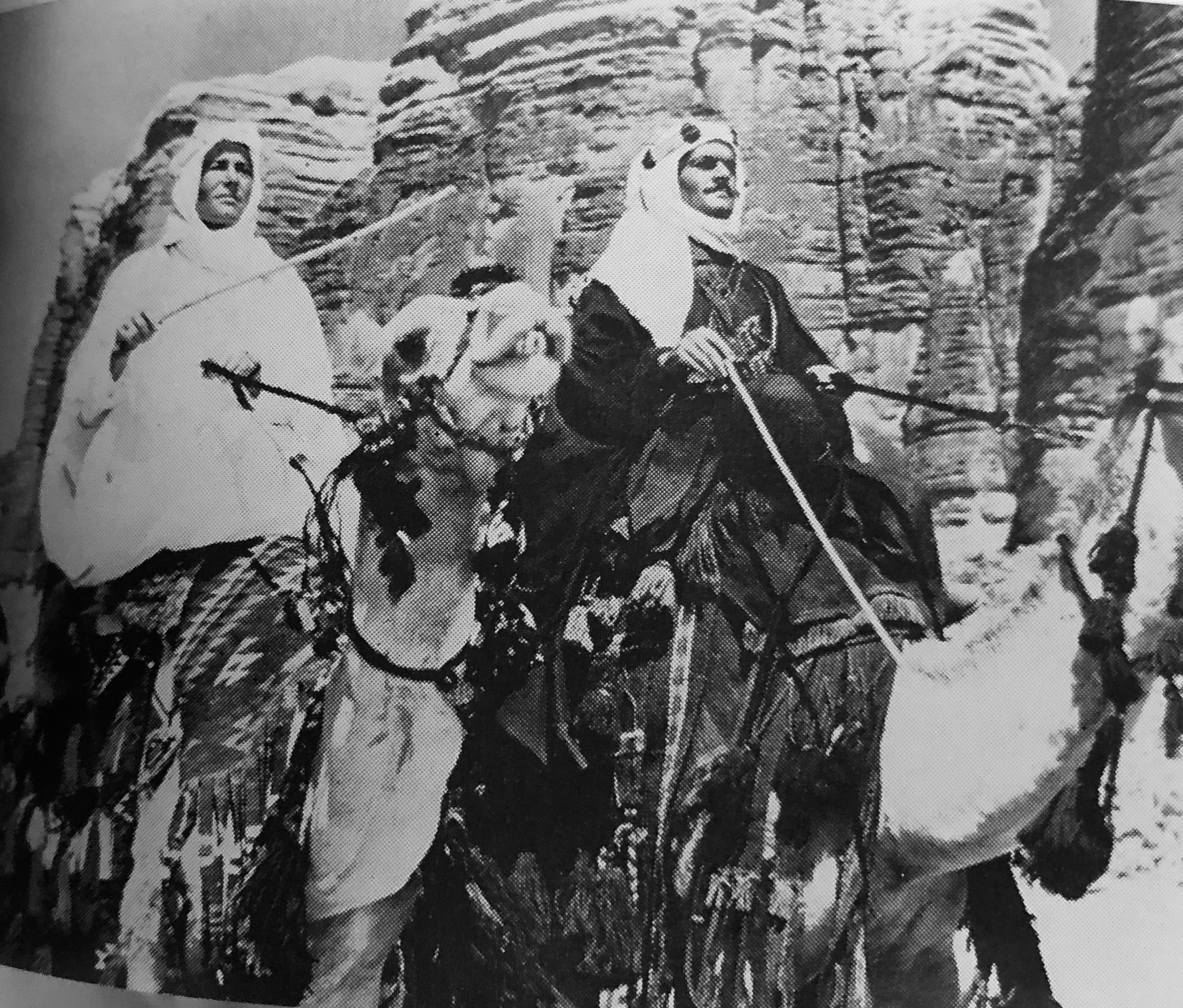
『アラビアのロレンス』（1962年）

1962年に『アラビアのロレンス』のベドウィン族長アリを演じ、ハリウッドデビュー。アカデミー助演男優賞候補にもなり一躍知名度を上げ国際俳優になる。
その後『ドクトル・ジバゴ』や『うたかたの恋』、『華麗なる相続人』など著名な出演作が続いたが、1980年代は映画から遠ざかっていた。

### 晩年
2003年に、『イブラヒムおじさんとコーランの花たち』でセザール賞最優秀男優賞受賞。同年ヴェネツィア国際映画祭栄誉金獅子賞を受賞した。『オーシャン・オブ・ファイヤー』などにも出演し、俳優として再活動している。2015年7月10日、心臓発作のためカイロで死去。83歳没。

## プライベート
アラビア語以外にも、英語とフランス語、ギリシャ語を話すことが出来る。世界選手権に出るほどのコントラクトブリッジの腕前で、本も何冊か書いている。しかし、2006年には、すでにゲームは辞めたと語っている。
馬主でもあり、勝負服のデザインは「ピンク地に黒の横三本輪」。「凱旋門賞」当日のロンシャン競馬場や、夏競馬開催時のドーヴィル競馬場の常連セレブリティであった。
両親がシリア系レバノン出身で宗教はローマ・カトリック。
俳優としてデビューした1955年にエジプト人女優で「アラブ映画の貴婦人」として知られたファーティン・ハママと結婚。ハママとの結婚のために、キリスト教からイスラム教に改宗した。その後、1966年にハリウッド進出のため離婚。

## 主な出演作品
| 公開年 | 邦題 原題                                                                    | 役名                         | 備考                                              |
| ------ | ---------------------------------------------------------------------------- | ---------------------------- | ------------------------------------------------- |
| 1962   | アラビアのロレンス Lawrence of Arabia                                        | アリ酋長                     | ゴールデングローブ賞 助演男優賞 受賞              |
| 1964   | ローマ帝国の滅亡 The Fall Of The Roman Empire                                | ソハマス                     |                                                   |
| 1964   | 日曜日には鼠を殺せ Behold a Pale Horse                                       | フランシスコ                 |                                                   |
| 1964   | 黄色いロールス・ロイス The Yellow Rolls-Royce                                | ダビッチ                     |                                                   |
| 1965   | マルコ・ポーロ大冒険 La fabuleuse aventure de Marco Polo                     |                              |                                                   |
| 1965   | ジンギス・カン Genghis Khan                                                  | ジンギス・カン               |                                                   |
| 1965   | ドクトル・ジバゴ Doctor Zhivago                                              | ユーリー・ジバゴ             | ゴールデングローブ賞 主演男優賞 (ドラマ部門) 受賞 |
| 1966   | 悪のシンフォニー Poppies Are Also Flowers                                    | ラッド博士                   | テレビ映画                                        |
| 1967   | 将軍たちの夜 The Night of the Generals                                       | グラウ少佐                   |                                                   |
| 1967   | イタリヤ式奇跡 C'era una volta...                                            | ロドリゴ・フェルナンデス王子 |                                                   |
| 1968   | ファニー・ガール Funny Girl                                                  | ニック・アーンスティン       |                                                   |
| 1968   | うたかたの恋 Mayerling                                                       | ルドルフ                     |                                                   |
| 1969   | マッケンナの黄金 Mackenna's Gold                                             | コロラド                     |                                                   |
| 1969   | 約束 The Appointment                                                         | フェデリコ                   |                                                   |
| 1969   | ゲバラ! Che!                                                                 | チェ・ゲバラ                 |                                                   |
| 1971   | 最後の谷 The Last Valley                                                     | ヴォーゲル                   |                                                   |
| 1971   | ホースメン The Horsemen                                                      | Uraz                         |                                                   |
| 1971   | 華麗なる大泥棒 Le Casse                                                      | アベル・ザカリア刑事         |                                                   |
| 1973   | ミステリー島探検/地底人間の謎 La isla misteriosa                             | ネモ                         |                                                   |
| 1974   | 夕映え The Tamarind Seed                                                     | Feodor Sverdlov              |                                                   |
| 1974   | ジャガーノート Juggernaut                                                    | アレックス・ブルネル船長     |                                                   |
| 1975   | ファニー・レディ Funny Lady                                                  | ニック・アーンスティン       |                                                   |
| 1976   | 結婚詐欺師は殺さない Ace Up My Sleeve                                        | アンドレ                     |                                                   |
| 1976   | ピンク・パンサー3 The Pink Panther Strikes Again                             | エジプトの暗殺者             | クレジットなし                                    |
| 1979   | アシャンティ Ashanti                                                         | ハッサン王子                 |                                                   |
| 1979   | 華麗なる相続人 Bloodline                                                     | イーボ・パラッツィ           |                                                   |
| 1980   | S.H.E/(シー)/クレオパトラ・ジャガー S+H+E: Security Hazards Expert           | Baron Cesare Magnasco        |                                                   |
| 1980   | ジェームズ・コバーンの新ハスラー The Baltimore Bullet                        | 助祭                         |                                                   |
| 1980   | 名探偵ベンジー Oh! Heavenly God                                              | バート                       |                                                   |
| 1980   | カジノ強奪・歓楽の都ラスベガス Pleasure Palace                               | ルイ                         | テレビ映画                                        |
| 1981   | エメラルド大作戦 Green Ice                                                   | Meno Argenti                 |                                                   |
| 1984   | 愛と叛乱の大地 The Far Pavilions                                             |                              | テレビ・ミニシリーズ                              |
| 1984   | トップ・シークレット Top Secret!                                             | エージェント・セドリック     |                                                   |
| 1986   | 愛と戦いの日々 ロマノフ王朝 大帝ピョートルの生涯 Peter the Great             |                              | テレビ・ミニシリーズ                              |
| 1986   | アナスタシア/光・ゆらめいて Anastasia: The Mystery of Anna                   | ニコライ2世                  |                                                   |
| 1988   | 自由の代償/ラビリンスを脱出せよ! Keys to Freedom                             | ジョナサン                   |                                                   |
| 1988   | 悪霊 Les possédés                                                            | ステパン                     |                                                   |
| 1988   | レディ・ブルー/愛欲 Les pyramides bleues                                     | アレックス                   |                                                   |
| 1990   | ホドロフスキーの虹泥棒 The Rainbow Thief                                     | ディマ                       | 日本では2016年に公開                              |
| 1991   | 真夜中の記憶 Memories of Midnight                                            | Constantin Demiris           | テレビ映画                                        |
| 1992   | 天国の大罪                                                                   | 葵文華                       | 日本映画（東映）                                  |
| 1992   | デザート・ソルジャー Beyond Justice                                          |                              |                                                   |
| 1996   | 女帝キャサリン Catherine the Great                                           | ラズモフスキー               | テレビ映画                                        |
| 1999   | 13ウォーリアーズ The 13th Warrior                                            | メルキゼデク                 |                                                   |
| 2001   | ズールー大戦争 Shaka Zulu: The Citadel                                       | 王                           |                                                   |
| 2003   | イブラヒムおじさんとコーランの花たち Monsieur Ibrahim et les fleurs du Coran | イブラヒムおじさん           | セザール賞 主演男優賞 受賞                        |
| 2004   | オーシャン・オブ・ファイヤー Hidalgo                                         | シーク・リヤド               |                                                   |
| 2006   | プリンセス・オブ・ペルシャ エステル勇戦記 One Night with the King            | Prince Memucan               |                                                   |
| 2007   | キングダム・オブ・アーク The Ten Commandments                                | Jethro                       | テレビ映画                                        |
| 2008   | 紀元前1万年 10,000 BC                                                        |                              | ナレーションのみ                                  |
| 2009   | ラスト・クルセイダーズ The Last Templar                                      | コンスタンティン             | テレビ映画                                        |

## 参照
1. 1 2  “俳優で馬主のオマール・シャリフ氏が死去（フランス）［その他］”. ジャパン・スタッドブック・インターナショナル - 海外競馬ニュース.   ジャパン・スタッドブック・インターナショナル（原記事：Racing Post）. 2015年7月22日閲覧。
2. ↑  俳優オマー・シャリフ氏死去　映画「アラビアのロレンス」 47NEWS 2015年7月11日閲覧
3. ↑  http://www.thetradingcentre.co.uk/products.asp?category=Omar+Sharif+Bridge
4. ↑  ReelTalk Movie Reviews
5. ↑  “アレキサンドリアに生まれた青年がハリウッドに渡り国際的大スターに！オマー・シャリフ” (2015年1月20日). 2018年11月12日閲覧。
6. ↑  Sharif, Omar (1977), The Eternal Male: My Own Story, Doubleday, NY, 1st Ed., p. 71.
7. ↑  Al-Jazeerah English: Riz Khan Interview with Omar Sharif. Time 5:40. 2007-10-10
8. ↑  “鬼才A・ホドロフスキーの「ホドロフスキーの虹泥棒」、26年越しの日本公開決定！”. 映画.com. (2016年9月13日) 2016年9月14日閲覧。